# Carsten Spohr
Pour les articles homonymes, voir Spohr.
Carsten Spohr, né le 16 décembre 1966 à Herne, est un dirigeant de compagnie aérienne allemand. Il est le président-directeur général de Lufthansa depuis mai 2014.
Après avoir obtenu un diplôme en ingénierie industrielle et management à l'université de Karlsruhe, Spohr a obtenu une licence de pilote professionnel chez Lufthansa Flight Training à Brême et à l'Airline Training Center Arizona.
En mai 2014, Spohr a fait partie d'un certain nombre de dirigeants d'entreprise invités à la Maison Blanche par le président américain Barack Obama lors d'une réunion visant à étendre les opportunités d'emploi des entreprises internationales aux États-Unis. Lors de la Foire de Hanovre en avril 2016, il a fait partie des 15 PDG allemands invités à un dîner privé avec Obama. Spohr a accompagné la chancelière Angela Merkel lors de trois visites d'État à l'étranger, notamment en Chine (2014) et à Abou Dhabi (2017).